# Yorktown (Nowy Jork)
Yorktown – miasto w Stanach Zjednoczonych, w stanie Nowy Jork, w hrabstwie Westchester.